# Jules Settelen

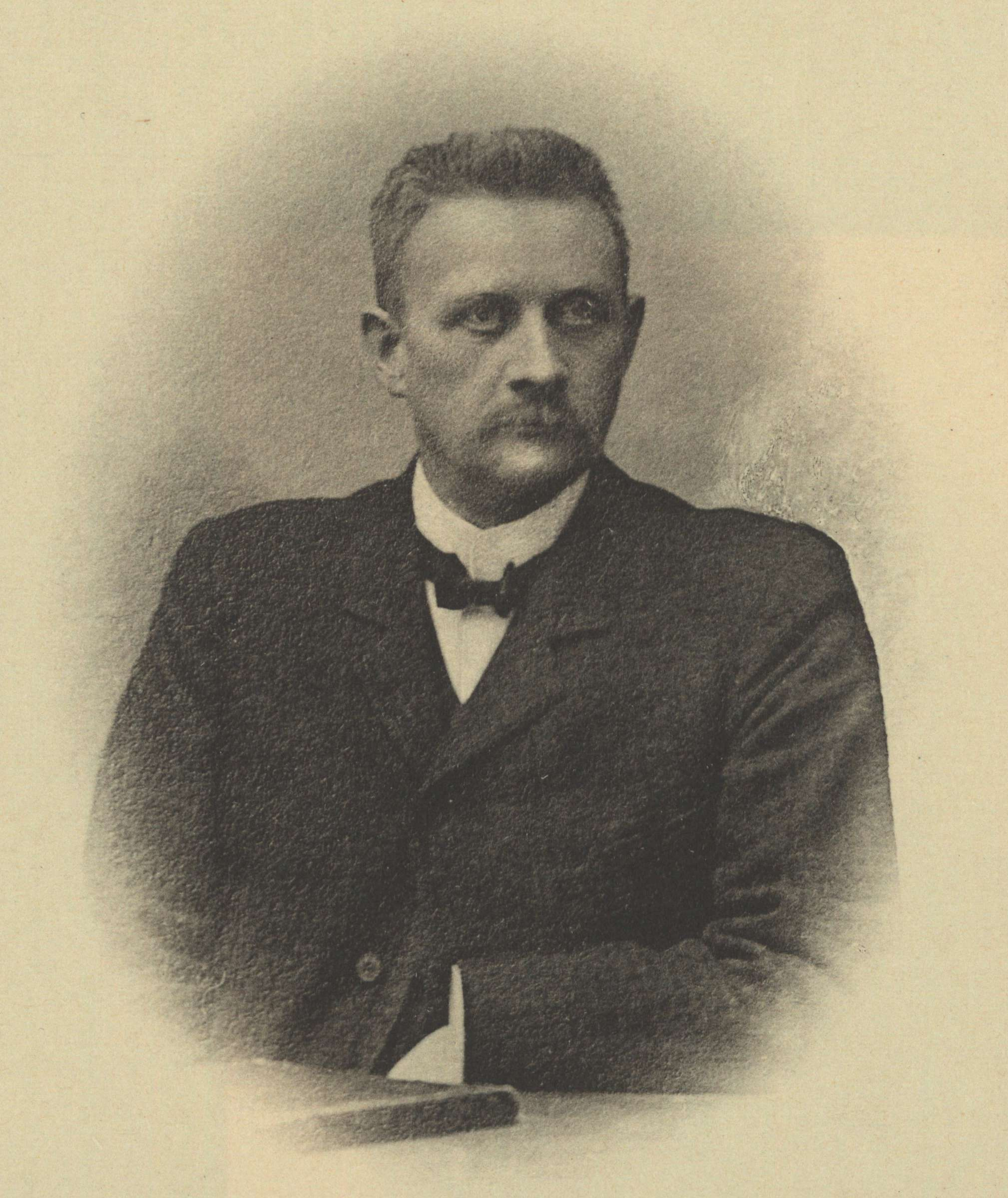
Jules Settelen (zwischen 1895 und 1907)

Jules Settelen, eigentlich Julius Settelen (* 7. August 1857 in Basel; † 31. Juli 1907 ebenda) war ein Schweizer Unternehmer und Politiker.
Settelen wuchs in Basel auf und lernte zunächst das Schneiderhandwerk im Geschäft seines Vaters. 1883 kaufte er das in Konkurs geratene Tramomnibus-Geschäft von Heinrich Imhoff an der gerichtlichen Gant. Er gab darauf den Schneiderberuf auf und widmete sich fortan der Fuhrhalterei; dieses Geschäft baute er stetig aus. 1892 kaufte Settelen zusammen mit seinem Bruder Ernst die Basler Droschkenanstalt und wurde damit zum wichtigsten Fuhrhalter der Stadt.
Ende der 1880er Jahre begann Settelen, sich als Mitglied der Freisinnig-Demokratischen Partei (FDP) in der Politik zu engagieren. 1889 wurde er zum Mitglied des gewerblichen Schiedsgerichts gewählt, 1897 zum Ersatzrichter am Zivilgericht. Von 1899 bis 1907 sass er zudem für die FDP im Basler Stadtparlament, dem Grossen Rat. In der Partei bekleidete Settelen jahrelang das Amt des Parteikassiers.
Settelen starb 1907 kurz vor seinem 50. Geburtstag. Seine Droschkenanstalt war danach lange Zeit als Droschkenanstalt Settelen bekannt und wurde 1946 in eine Aktiengesellschaft (die heutige Settelen AG) umgewandelt.